# 工地戀歌
《工地戀歌》（赤灯えれじい）是吉良考史在「週刊Young Magazine」所連載的戀愛類型日本漫畫，單行本全十五冊。以膽小懦弱的智史和雖然是不良少女卻又相當純情的小智的戀情為其主軸，全書不但有喜劇的一面，也充滿了一種因為對於現實生活的無奈所產生的淡淡哀愁。

## 故事大綱
無学歷、膽小、貧窮、無固定職業的主角智史，不但每天過著不上不下的日子，還被一名喜歡的女性所詐欺而高價買下一個陶壺。有一天被介紹去做在工地擔任交通指揮的工作。在工地中立刻就看上了一位染著金髮的不良美少女小智。也在那時愛上了她、但小智的個性和他卻是天差地別，完全地不配。
雖然小智常常有很粗暴的行為、但智史卻被小智的溫柔所吸引而對她做出告白，並且順利在一起。但緊接而來的卻是生活的不順利，以及小智的舊情人出現等各種情況來考驗著兩人的愛情，究竟兩人能否順利渡過並且真正地在一起呢。

## 登場人物
柳川 智史（やながわ さとし）
1984年8月16日生。本作主角。高中時想就職卻失敗而成為無固性定職業者。通稱：智史。作品一開始就擔任交通指揮員、也因為這份工作與小智相遇。小学和中学以及高中時代都過著無所事事的生活。另外高中時，常被欺負，所以朋友也很少(只有兩個)。小時候，父親因為過勞死而去世，有媽媽和一位弟弟(弟弟後來和同學結婚並生下一名女兒)。
曾在色情雜誌和賓館工作並因此學會網頁設計，在本書結尾似乎還在找工作中。
秋山 智子（あきやま ともこ）
1983年生。通稱：小智（チーコ）。是一名不良少女、但也有純真的一面。有沒有讀高中則不明。朋友以流氓和不良少女居多、在一開始即被智史所喜歡上。家裡是做車床的，爸爸因為欠債而跑路(後來與小智重逢)，有媽媽和一位妹妹。
在本編連載終了後、於YM2008年第36・37合併號裡有描寫中学時代的小智的短篇作品「工地戀歌外傳 いもうと」。
曾擔任卡車司機，在與勇作上床後和智史暫時分手的期間則跑到新潟去賣魚，結尾時因為遇到車禍，而在復健中。
秋山 安江（あきやま やすえ）
小智的母親。
秋山 圓（あきやま まどか）
小智的妹妹。
矢間 勇作（やざま ゆうさく）
通稱：勇作。小智的前男友，過去因為打過小智而分手。有入獄過，出獄後因為笨手笨腳的關係而找不到工作，但在與小智重逢後，想與他重修舊好而上床，結果造成智史和小智暫時分手。
後來與智史一起去新潟找小智，並且被小智正式拒絕，結尾時似乎有找到工作。

## 外部連結
- 講談社 Young Magazine連載作品 （页面存档备份，存于）